# Calochortus umbellatus
Calochortus umbellatus là một loài thực vật có hoa trong họ Liliaceae. Loài này được Alph.Wood miêu tả khoa học đầu tiên năm 1868.